# 薩爾察河

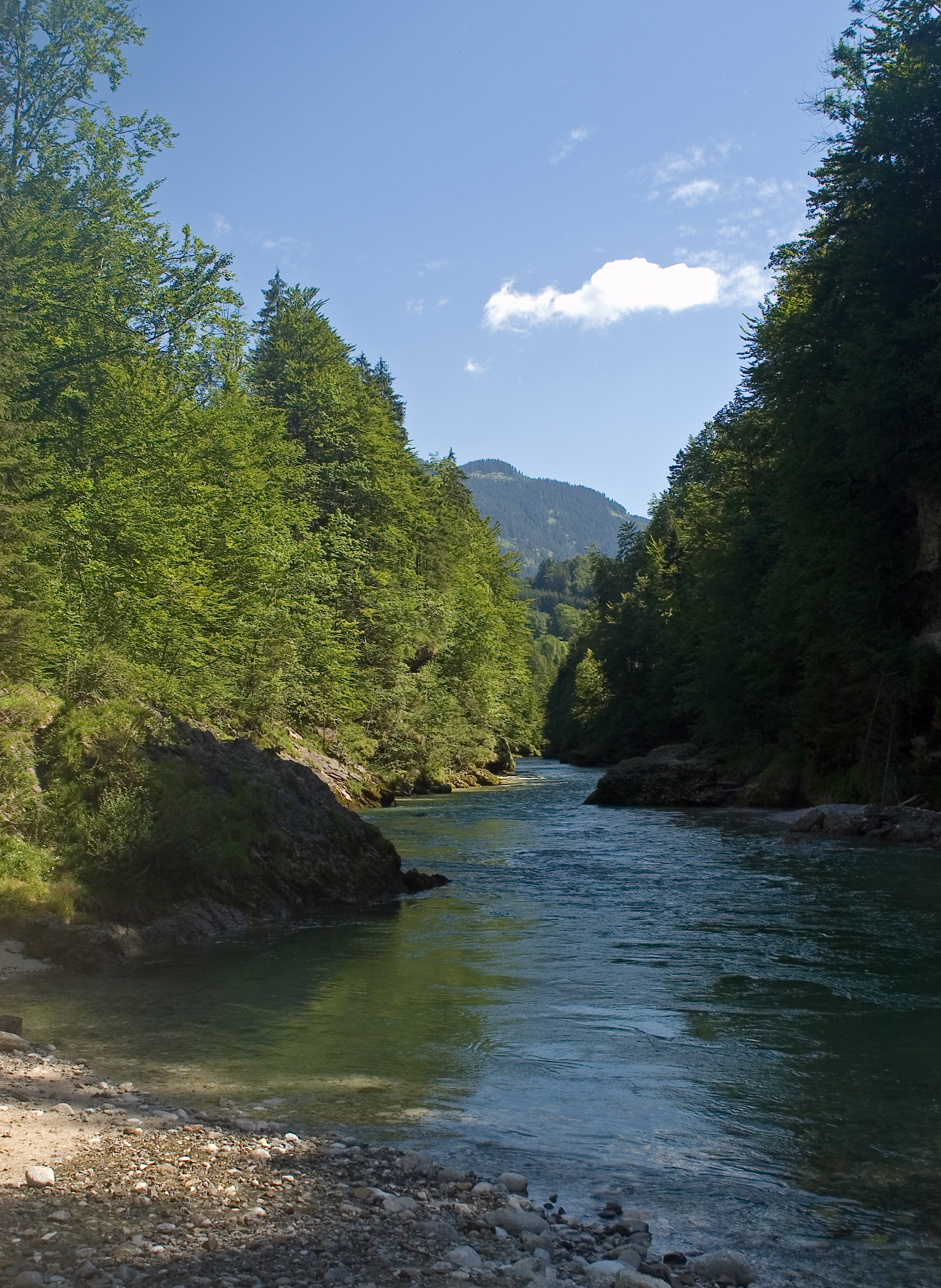

薩爾察河（德語：Salza，發音：[ˈzaltsa]），又称瑪麗亞采爾薩爾察河（德語：Mariazeller Salza），是奧地利的河流，位於下奧地利州，屬於恩斯河的支流，河道全長88公里，河道上建有數座水力發電站，河畔城鎮有瑪麗亞采爾。

## 外部連結
- Movie from canoenig on Salza river （页面存档备份，存于）

47°40′14″N 14°43′39″E / 47.6706°N 14.7275°E